# Lachendorf
Lachendorf – miejscowość i gmina w Niemczech, w kraju związkowym Dolna Saksonia, w powiecie Celle, siedziba gminy zbiorowej Lachendorf.

## Współpraca
Miejscowość partnerska:
- Bricquebec, Francja